# Une heure de tranquillité
Une heure de tranquillité (Não Incomodar (título em Portugal) ou O Que Eu Fiz Para Merecer Isso? (título no Brasil)) é um filme de comédia francês realizado por Patrice Leconte, lançado a 31 de dezembro de 2014, na França. O filme é uma adaptação fílmica da peça teatral Une heure de tranquillité de Florian Zeller, que assinou o roteiro do filme. Em Portugal, o filme foi lançado em 25 de junho de 2015, com distribuição da Outsider Films. No Brasil, o lançamento do filme foi em 28 de abril de 2016, com distribuição pela Mares Filmes.
Os comediantes originais da peça, encenada por Ladislas Chollat e executado no Théâtre Antoine, não estão nesta adaptação. Assim, Christian Clavier atua como Michel, originalmente interpretado por Fabrice Luchini no teatro, Carole Bouquet atua como Nathalie, a mulher de Michel, encarnada por Christiane Millet na peça e Stéphane De Groodt substitui Grégoire Bonnet no papel do vizinho.

## Sinopse
Michel, apaixonado por jazz, encontra um álbum raro e sonha ouvi-lo em silêncio, na sua sala de estar. Mas o mundo parece ter conspirado contra ele: a sua mulher escolheu precisamente aquele momento para lhe fazer uma revelação prematura - o filho chega inesperadamente - e um dos seus vizinhos bate à porta reclamando problemas de infiltrações, ao mesmo tempo em que ocorrem obras num dos quartos da sua casa, a cargo de um trabalhador polaco (ou será português?), já para não falar na famosa "festa dos vizinhos". Manipulador e mentiroso, Michel está disposto a tudo para não ser incomodado. Mas o que terá de fazer para conseguir uma hora de paz?

## Elenco
- Christian Clavier coom Michel Leproux
- Carole Bouquet como Nathalie Leproux
- Valérie Bonneton como Elsa
- Rossy de Palma como Maria
- Stéphane De Groodt como Pavel
- Sébastien Castro como Sébastien Leproux
- Christian Charmetant como Pierre
- Arnaud Henriet como Léo
- Jean-Pierre Marielle como pai de Michel
- Jean-Paul Comart como vendedor

## Lançamento
Patrice Leconte optou por lançar o filme em um dia não convencional, numa quinta-feira para, segundo ele (como tinha sugerido em 1999) evitar as críticas negativas da imprensa. Porém, isso evitou que também fossem registradas críticas positivas.